# Leistus
Leistus is een geslacht van kevers uit de familie van de loopkevers (Carabidae). De wetenschappelijke naam van het geslacht is voor het eerst geldig gepubliceerd in 1799 door Josef Aloys Frölich.

## Soorten
Het geslacht Leistus omvat de volgende soorten:
- Leistus acutangulus Perrault, 1979
- Leistus alaiensis Kabak, 1995
- Leistus andrewesi Perrault, 1985
- Leistus angulatus Piochard de la Brulerie, 1872
- Leistus angulicollis Fairmaire, 1886
- Leistus angustus Reitter, 1883
- Leistus apfelbecki Ganglbauer, 1891
- Leistus augusticollis Dejean, 1826
- Leistus austriacus Schauberger, 1925
- Leistus baenningeri Roubal, 1926
- Leistus baima Farkac, 1999
- Leistus barkamensis Farkac, 1995
- Leistus barnevillei Chaudoir, 1867
- Leistus baudinoti Deuve, 1985
- Leistus becheti Allegro, 2007
- Leistus becvari Farkac, 1999
- Leistus bjelasnicensis Apfelbeck, 1904
- Leistus bohdan Farkac, 1999
- Leistus bohemorum Sciaky, 1994
- Leistus brancuccii Farkac, 1995
- Leistus brezinai Dvorak, 1994
- Leistus businskyi Dvorak, 1994
- Leistus cangshanicola Farkac, 1999
- Leistus caucasicus Chaudoir, 1867
- Leistus cavazzutii Farkac et Sciaky, 1998
- Leistus chalcites Andrewes, 1936
- Leistus championi Andrewes, 1920
- Leistus chaudoiri Perrault, 1986
- Leistus coiffaiti Perrault, 1990
- Leistus coltranei Allegro, 2007
- Leistus constrictus Schaufuss, 1862
- Leistus crassus Bates, 1883
- Leistus crenatus Fairmaire, 1855
- Leistus crenifer Tschitscherine, 1903
- Leistus cycloderus Tschitscherine, 1903
- Leistus cylindricus Sciaky, 1994
- Leistus darvazicus Kabak, 2000
- Leistus denticollis Reitter, 1887
- Leistus depressus Breit, 1914
- Leistus deuvei Perrault, 1994
- Leistus deuveianus Farkac, 1995
- Leistus elegans Rost, 1891
- Leistus ellipticus Wollaston, 1857
- Leistus expansus Putzeys, 1874
- Leistus facchinii Farkac et Sciaky, 1998
- Leistus farkaci Sciaky, 1994
- Leistus femoralis Chaudoir, 1846
- Leistus ferganensis Semenov & Znojko, 1928
- Leistus ferrugineus (Linne, 1758)
- Leistus ferruginosus Mannerheim, 1843
- Leistus frater Reitter, 1897
- Leistus fujianensis Deuve et Tian, 1999
- Leistus fulvibarbis Dejean, 1826
- Leistus fulvus Chaudoir, 1846
- Leistus gansuensis Sciaky, 1995
- Leistus glacialis A. Fiori, 1899
- Leistus gracilentus Tschitscherine, 1903
- Leistus gracilis Fuss, 1860
- Leistus habashanicola Farkac, 1999
- Leistus haeckeli Farkac, 1995
- Leistus haisishanicus Farkac et Sciaky, 1998
- Leistus harpagon Farkac, 1998
- Leistus heinigeri Morvan, 1991
- Leistus heinzi Farkac, 1995
- Leistus hengduanicola Farkac, 1999
- Leistus hermonis Piochard de la Brulerie, 1875
- Leistus himaichuliensis Perrault, 1986
- Leistus hongyuanicus Farkac, 1999
- Leistus houzhenzi Farkac, 1999
- Leistus imitator Breit, 1914
- Leistus indus Tschitscherine, 1903
- Leistus inexspectatus Farkac, 1999
- Leistus ishikawai Perrault, 1984
- Leistus janae Farkac et Plutenko, 1992
- Leistus janatai Farkac, 1999
- Leistus jani Farkac, 1995
- Leistus jindrai Farkac, 1999
- Leistus juldusanus Reitter, 1913
- Leistus kalabi Farkac, 1995
- Leistus kangdingensis Farkac, 1995
- Leistus kashmirensis Andrewes, 1927
- Leistus ketmenicus Shilenkov & Kabak, 1994
- Leistus klarae Farkac, 1995
- Leistus kociani Farkac, 1999
- Leistus kozakai Perrault, 1984
- Leistus krali Farkac, 1993
- Leistus kryzhanovskii Dudko, 2003
- Leistus kubani Farkac, 1993
- Leistus kucerai Farkac, 1995
- Leistus kumatai Habu, 1973
- Leistus kungeicus Shilenkov & Kabak, 1994
- Leistus kurosawai Morita, 2001
- Leistus labrang Farkac, 1999
- Leistus langmusianus Farkac, 1995
- Leistus lassallei Perrault, 1984
- Leistus latissimus Sciaky, 1995
- Leistus lebardicus Farkac, Putchkov & Rop, 2010
- Leistus ledouxi Perrault, 1986
- Leistus lenkoranus Reitter, 1885
- Leistus lesteri Allegro, 2007
- Leistus loebli Perrault, 1985
- Leistus longipennis Casey, 1920
- Leistus ludmilae Dvorak, 1994
- Leistus madmeridianus Erwin, 1970
- Leistus magnicollis Motschulsky, 1866
- Leistus makaluensis Perrault, 1985
- Leistus manasluensis Dvorak, 1994
- Leistus maomao Deuve, 2008
- Leistus maskvich Farkac, 1999
- Leistus megrelicus Shilenkov, 1999
- Leistus miroslavae Farkac et Sciaky, 1998
- Leistus mitjaevi Kabak, 2008
- Leistus montanus Stephens, 1827
- Leistus murzini Farkac, 1999
- Leistus nanlingensis Deuve et Tian, 1999
- Leistus nanping Farkac, 1999
- Leistus natruc Farkac, 1998
- Leistus negrei Perrault, 1985
- Leistus nepaIensis Jedlicka, 1965
- Leistus niger Gebler, 1847
- Leistus niitakaensis Minowa, 1932
- Leistus nitidus (Duftschmid, 1812)
- Leistus nivium Andrewes, 1925
- Leistus noesskei Banninger, 1932
- Leistus nokoensis Minowa, 1932
- Leistus nubicola Tschitscherine, 1903
- Leistus nubivagus Wollaston, 1864
- Leistus numidicus A.Fiori, 1913
- Leistus nyingtri Farkac, 1998
- Leistus obtusicollis Bates, 1883
- Leistus odvarkai Dvolak, 1994
- Leistus oopterus Chaudoir, 1861
- Leistus ovipennis Chaudoir, 1867
- Leistus ovitensis Perrault, 1974
- Leistus padsmetankou Farkac, 1999
- Leistus parvicollis Chaudoir, 1869
- Leistus pavesii Sciaky, 1994
- Leistus perraulti Sciaki, 1994
- Leistus perreaui Perrault, 1986
- Leistus phami Deuve, 2008
- Leistus piceus Frolich, 1799
- Leistus prolongatus Bates, 1883
- Leistus punctatissimus Brest, 1914
- Leistus puncticeps Fairmaire et Laboulbene, 1854
- Leistus punctifrons Deuve, 2008
- Leistus pvezaiocrenifer Sciaky, 1995
- Leistus pyrenaeus Kraatz, 1863
- Leistus reflexus Semenov, 1889
- Leistus relictus Semenov, 1900
- Leistus richteri Farkac, 1995
- Leistus rolex Morvan, 1991
- Leistus romanus K. Daniel, 1903
- Leistus rousi Pulpan et Reska, 1977
- Leistus rufomarginatus (Duftschmid, 1812)
- Leistus sardous Baudi di Selve, 1883
- Leistus sauteri Sciaki, 1994
- Leistus sciakyi Farkac, 1995
- Leistus semenovi Perrault, 1986
- Leistus sergeii Farkac, 1999
- Leistus shenseensis Perrault, 1991
- Leistus shuamaluko Farkac, 1995
- Leistus sichuanus Sciaky, 1994
- Leistus sikhotealinus Sundukov, 2009
- Leistus sikkimensis Perrault, 1984
- Leistus smetanai Farkac, 1995
- Leistus sogdianus Putchkov et Dolin, 1998
- Leistus spinangulus Reiter, 1913
- Leistus spinibarbis (Fabricius, 1775)
- Leistus starkei Assmann, 1997
- Leistus subaeneus Bates, 1883
- Leistus subuliformis Farkac, 1999
- Leistus taiwanensis Perrault, 1986
- Leistus tatianae Kabak & Putchkov, 2010
- Leistus terminatus Panzer, 1793
- Leistus terskeiensis Belousov et Kabak, 1992
- Leistus thibetanus Dvorak, 1994
- Leistus tiani Deuve, 2008
- Leistus toledanoi Farkac, 1999
- Leistus triznai Farkac, 1999
- Leistus tschitscherini Semenov, 1906
- Leistus ucrainicus Lazorko, 1954
- Leistus valcarceli Wrase, Riuz-Tapiador & Zaballos, 1998
- Leistus vignai Sciaky, 1995
- Leistus vittmeri Perrault, 1985
- Leistus wolong Farkac et Sciaky, 1998
- Leistus wrasei Farkac et Sciaky, 1998
- Leistus yajiangensis Farkac, 1995
- Leistus yunnanus Banninger, 1925
- Leistus zamotajlovi Farkac et Sciaky, 1998
- Leistus zarudnyi Semenov, 1928
- Leistus zhongdianus Farkac, 1999
- Leistus zoige Farkac, 1999